# 王思遠
王 思遠（おう しえん、452年 - 500年）は、南朝宋から斉にかけての官僚。本貫は琅邪郡臨沂県。

## 経歴
平西長史の王羅雲（王弘之の子）の子として生まれた。8歳のときに父を失い、祖父の王弘之や外祖父の羊欣の隠棲生活を見て育ったため、若くして仕官の意志を持たなかった。宋の建平王劉景素に南徐州主簿として召されて、礼遇された。元徽4年（476年）、劉景素が殺害され、側近たちが離散すると、思遠はみずから通夜と葬儀を営み、松や柏を植えて墓所を整備した。劉景素の娘が庶民に落とされると、思遠は衣食を分け与えて養い、成人するとふさわしい婿を探してとつがせた。
昇明元年（477年）、晋熙王劉燮の下で撫軍行参軍となった。安成王車騎参軍に転じた。建元元年（479年）、長沙王蕭晃の下で後軍主簿となった。後に尚書殿中郎に転じた。永明元年（483年）、竟陵王蕭子良の下で征北記室参軍に任じられて南兗州に出向した。永明5年（487年）、蕭子良が司徒となると、思遠はその下で録事参軍となった。太子中舎人に転じ、文恵太子蕭長懋に仕えた。思遠は遠郡の職任を求めて、建安郡内史に任じられた。長兄の王思玄が死去すると、思遠は解任を願い出たが、許されなかった。後日に強く申し述べると、武帝は退任を許した。
後に中書郎に任じられ、大司馬諮議となった。武帝が士を推挙するよう命を下すと、蕭子良は思遠と顧暠之・殷叡を推挙した。永明10年（492年）、邵陵王蕭子貞が呉郡太守となると、思遠は呉郡丞となり、呉郡の事務を代行した。病を理由に解職され、召還されて司徒諮議参軍となり、録事を兼ねた。黄門郎に転じた。隆昌元年（494年）、使持節・都督広交越三州諸軍事・寧朔将軍・平越中郎将・広州刺史に任じられた。宣城公蕭鸞が輔政の座につくと、思遠は広州に赴任することなく、御史中丞に転じた。臨海郡太守の沈昭略を横領の罪で告発した。
建武年間、吏部郎に転じた。従兄の王晏（王普曜の子）が尚書令となっていたため、思遠は一族で要職を占めることを避けるため、上表して固辞した。明帝（蕭鸞）はその意を知ると、改めて司徒左長史に任じた。建武4年（497年）、王晏が殺害されると、思遠は侍中に転じ、優策と起居注をつかさどった。永元2年（500年）、度支尚書に転じたが、受けないうちに死去した。享年は49。太常の位を追贈された。諡は貞子といった。

## 伝記資料
- 『南斉書』巻43 列伝第24
- 『南史』巻24 列伝第14